# Chinyere Kalu
Chinyere Kalu, MFR (nhũ danh Onyenucheya) là nữ phi công thương mại đầu tiên của Nigeria và là người phụ nữ đầu tiên lái máy bay ở Nigeria. Cô từng là hiệu trưởng và giảng viên chính của Trường Cao đẳng Công nghệ Hàng không Nigeria trong khoảng thời gian từ tháng 10 năm 2011 đến tháng 2 năm 2014.

## Đời sống
Là người gốc Ukwa East ở bang Abia, miền đông Nigeria, Kalu lớn lên dưới sự chăm sóc của mẹ sau khi cha mẹ cô chia tay. Cô lớn lên với sự ủng hộ rất lớn của gia đình về nghề nghiệp cô đã chọn. Cô quyết định bắt đầu sự nghiệp trong ngành hàng không vì người dì của cô rất thích phiêu lưu, nổi tiếng với việc đi du lịch nước ngoài. Cô đã được giáo dục tiểu học tại Trường Ngữ pháp Anh giáo, Yaba, Bang Lagos, trước khi cô được đào tạo thành một phi công tư nhân và thương mại vào năm 1978 tại Đại học Công nghệ Hàng không Nigeria, Zaria thuộc SP.12 Batch. Sau đó, cô đã tham gia một số khóa học về hàng không và vận tải tại Vương quốc Anh và Hoa Kỳ trước khi nhận được bằng lái máy bay thương mại vào ngày 20 tháng 5 năm 1981, từ Trường Cao đẳng Công nghệ Hàng không Nigeria //. Vào tháng 10 năm 2011, Chủ tịch Goodluck Jonathan đã bổ nhiệm cô làm hiệu trưởng và người hướng dẫn chính của Trường Cao đẳng Công nghệ Hàng không Nigeria. Vào tháng 2 năm 2014, cô đã được phi công trưởng Samuel Caulcrick kế nhiệm.

## Sự công nhận
Cô là thành viên của Hội trường danh vọng phụ nữ Nigeria và cũng là thành viên của Hội nghị Cộng hòa Liên bang Nigeria, đã trao cương vị thành viên cho cô vào năm 2006.
Các giải thưởng khác về cô bao gồm Giải thưởng Thành tựu Quốc tế Châu Phi 2007; Giải thưởng Thành tựu chuyên nghiệp Rare Gems 2007; và 50 phụ nữ vĩ đại nhất của chính quyền dân chủ Ghana năm 2012.